# Broome (Australië)
Broome is de hoofdplaats van de Local Government Area Shire of Broome in de deelstaat West-Australië. Broome telde 14.660 inwoners in 2021 tegenover 11.547 in 2006.

## Geschiedenis
De kust bij Broome stond bekend vanwege de parelvisserij. In 1879 deed politicus Charles Harper het voorstel een haven dichter bij de parelgronden te stichten. In 1883, maakte John Forrest de keuze voor de locatie en noemde de plaats en haven naar Frederick Broome, de gouverneur van West-Australië van 1883 tot 1889.
In het begin van de 20e eeuw was Broome het centrum van parelvisserij. Door de crisis van 1929 en de opkomst van gekweekte en namaak-parels raakte Broome in verval.
In 1889 kwam bij Broome een telegraafkabel aan land. De kabel verbond West-Australië met Java en via Singapore bereikte de kabel uiteindelijk Londen. Waar de kabel aan land kwam, kreeg het strand de naam Cable Beach. Sun Picture Gardens, 's werelds oudste nog in bedrijf zijnde openluchtcinema, opende in Broome op 9 december 1916. Tot 1967 was er sprake van rassensegregatie bij het toekennen van de zitplaatsen. In 2016 vierde Sun Picture Gardens zijn honderdjarig bestaan.
Op 3 maart 1942 vond de aanval op Broome plaats. Daarbij voerden negen Japanse gevechtsvliegtuigen een luchtaanval uit op 16 vliegboten in de baai van Broome. Aan boord van de vliegboten bevonden zich nog vanuit Java geëvacueerde vluchtelingen, voornamelijk Nederlandse burgers en militairen. De vliegboten werden in brand geschoten en slechts enkelen wisten zich te redden. Hierbij kwamen 64 Nederlanders om het leven. Slechts 25 van hen konden worden begraven in de erehof van de begraafplaats Karrakatta, Perth.

## Klimaat
Broome heeft een steppeklimaat volgens de klimaatclassificatie van Köppen, met twee duidelijke seizoenen. De natte periode begint in december en loopt tot en met maart waarna een langer droog seizoen aanvangt. Per jaar valt er meer dan 600 millimeter neerslag, waarvan bijna 500 mm in de eerste drie kalendermaanden. Broome ligt in een gebied waarin tropische cyclonen voorkomen, tijdens deze cyclonen kan er in korte tijd zeer veel regen vallen. Het record van ruim 900 mm werd geregistreerd in januari 1997. 
| Maand                            | jan  | feb  | mrt  | apr  | mei  | jun  | jul  | aug  | sep  | okt  | nov  | dec  | Jaar |
| -------------------------------- | ---- | ---- | ---- | ---- | ---- | ---- | ---- | ---- | ---- | ---- | ---- | ---- | ---- |
| Hoogste maximum (°C)             | 44,1 | 42,7 | 42,2 | 41,0 | 38,7 | 36,2 | 36,0 | 37,8 | 41,3 | 42,8 | 44,3 | 44,8 | 44,8 |
| Gemiddeld maximum (°C)           | 33,3 | 32,9 | 33,9 | 34,3 | 31,5 | 29,1 | 28,8 | 30,3 | 31,8 | 32,9 | 33,6 | 33,9 | 32,2 |
| Gemiddeld minimum (°C)           | 26,3 | 26,0 | 25,4 | 22,6 | 18,2 | 15,1 | 13,7 | 14,9 | 18,5 | 22,4 | 25,1 | 26,5 | 21,2 |
| Laagste minimum (°C)             | 19,0 | 15,2 | 16,0 | 12,6 | 7,7  | 5,2  | 3,3  | 4,8  | 8,9  | 13,3 | 16,7 | 17,4 | 3,3  |
|                                  |      |      |      |      |      |      |      |      |      |      |      |      |      |
| Neerslag (mm)                    | 182  | 180  | 101  | 26   | 27   | 20   | 7    | 2    | 1    | 1    | 9    | 58   | 614  |
| Bron: (en) Bureau of meteorology |      |      |      |      |      |      |      |      |      |      |      |      |      |

## Economie

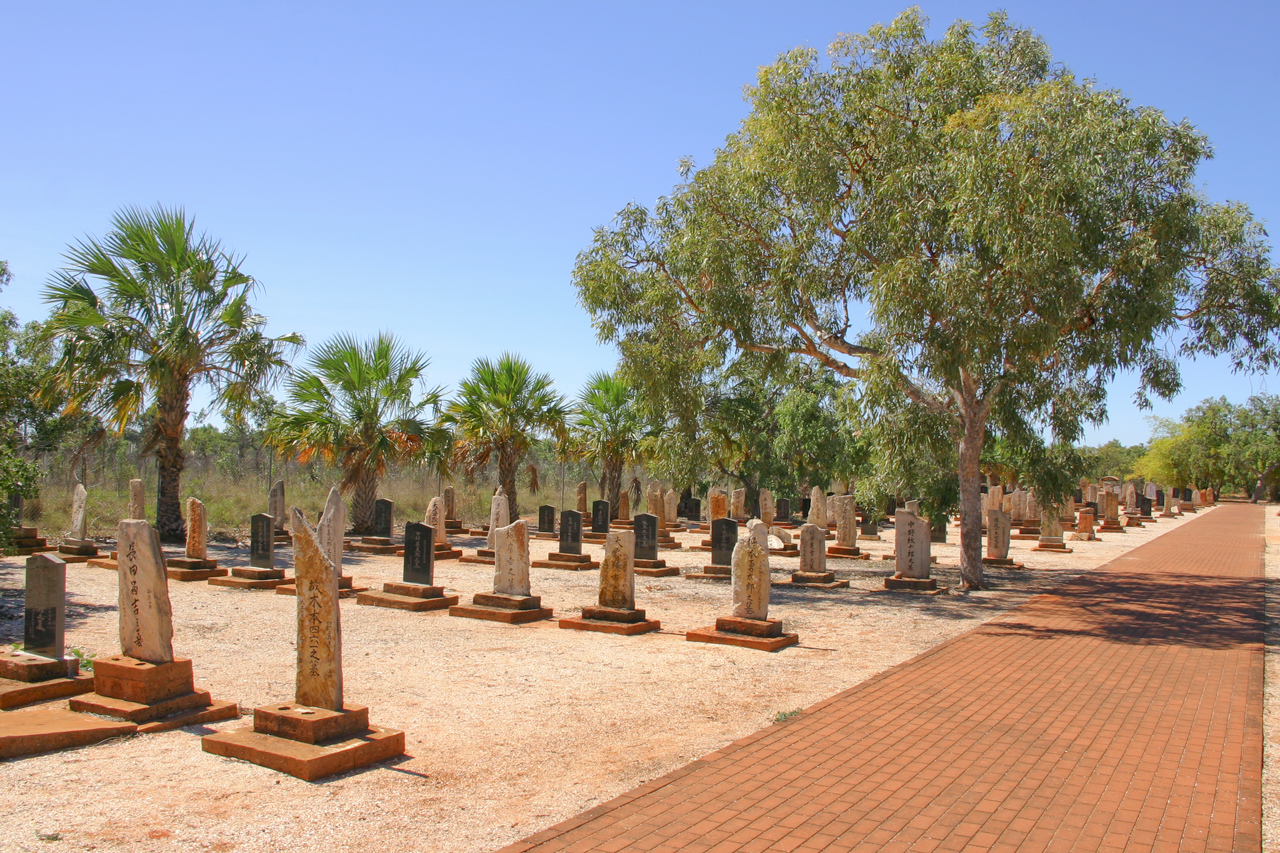
Japanse begraafplaats

Al eeuwen voor de komst van Europese kolonisten was er al een bescheiden vorm van parelvisserij aan de noordkust. Aboriginals verzamelden bij laag water parelmoer en verhandelden deze zelfs internationaal met vissers uit Celebes. Rond 1850 zagen de Europeanen ook mogelijkheden en bij Shark Bay bloeide als eerste de parelindustrie op. In 1910 waren in en rond Broome al 400 loggers en meer dan 3.500 personen actief met het verzamelen van schelpen. De visserij was verplaatst van de kust naar de volle zee. Boven de schelpenbedden doken duikers naar de bodem om de schelpen te verzamelen. Duiken naar grote diepte en de dreiging van caissonziekte bij het bovenkomen, maakten het duiken ongezond en gevaarlijk. Hiervoor werden vooral aboriginals en Japanners ingezet. De Japanners kregen weinig betaald en wat ze kregen werd gebruikt om hun schulden af te lossen, zoals het transport naar Australië. Ze kregen geen vast uurloon, maar een beloning voor de schelpen die ze opvisten. Veel Japanners kwamen om het leven nog voordat de hele schuld was afbetaald. Bij Broome ligt een grote Japanse begraafplaats met bijna 1.000 graven.
Een belangrijke bron van bestaan is het toerisme.
De plaats heeft ook een kleine zeehaven. Hier werd in de 12 maanden tot juli 2013 zo'n 500.000 ton aan lading overgeslagen. Vooral brandstoffen worden aangevoerd. Het lading aanbod zal stijgen vanwege een aantal offshore energieprojecten. De haven wordt nu al gebruikt voor de aanvoer van materieel voor de projecten en zal ook een rol spelen bij de bevoorrading van de productieplatforms voor de kust.

## Vervoer
Broome ligt aan de Great Northern Highway op zo'n 2.200 kilometer ten noordoosten van Perth en 600 kilometer van Port Hedland. Vanaf Darwin ligt Broome, over de weg gemeten, bijna 2.000 kilometer naar het westen. Er is ook een internationale luchthaven, Broome International Airport, al zijn veruit de meeste vluchten naar binnenlandse bestemmingen.